# Pyrgomorphellula
Pyrgomorphellula is een geslacht van rechtvleugeligen uit de familie Pyrgomorphidae. De wetenschappelijke naam van dit geslacht is voor het eerst geldig gepubliceerd in 1988 door Kevan & Hsiung.

## Soorten
Het geslacht Pyrgomorphellula  is monotypisch en omvat slechts de volgende soort:
- Pyrgomorphellula curtula (Uvarov, 1952)